# Чёрная вуаль
«Чёрная вуаль» — российский художественный фильм Александра Прошкина.
Сценарий Андрея Дмитриева и Станислава Говорухина написан по мотивам романа «Отравленная совесть» Александра Амфитеатрова.
Последняя роль Ирины Метлицкой в кино.

## Сюжет
Санкт-Петербург, начало XX века. После девятилетнего отсутствия возвращается 40-летний миллионер и меценат Андрей Рокшин. Когда его находят убитым, подозрение падает на женщин, с которыми у него была связь.

## В ролях
- Александр Абдулов — Андрей Яковлевич Рокшин
- Ирина Метлицкая — Татьяна Александровна Верховская
- Сергей Маковецкий — Пётр Дмитриевич Синёв
- Ирина Розанова — Олимпиада Алексеевна Ратисова
- Наталья Петрова — госпожа Леони
- Маргарита Шубина — Мария Игнатова
- Владимир Ильин — Яков Ратисов
- Татьяна Васильева — Августа Блюм
- Валерий Доронин — Степан Ильич Верховский
- Денис Константинов — Александр Кузнецкий